# 규칙 (법)
규칙(規則)은 지방자치단체의 장이 법령 또는 조례가 위임한 범위 안에서 그 권한에 관해서 제정하는 법을 말하며, 규칙제정권의 범위는 자치단체장의 권한에 속하는 모든 사무를 말한다. 여기에는 고유사무와 단체위임사무뿐만 아니라 기관위임사무도 포함한다. 규칙은 법령, 조례가 위임한 범위 내에서만 제정할 수 있다. 위임은 개별적, 구체적이어야 한다. 그러나 규칙은 법령과 조례의 개별적인 위임이 없는 한 주민의 권리제한 또한 의무 부과를 규정할 수 없으며, 규칙은 법령 및 그 제정을 위임한 조례에 위반해서는 안된다. 또한 규칙으로는 벌칙을 규정하지 못하며, 규칙이 위법 또는 현저히 부당하다고 인정될 때에는 취소·정지할 수 있다.
헌법이나 법률에 따라 정부내에서 제정되며, 국회 인사 규칙·감사원 사무 처리 규칙·법원 사무 규칙 등이 있다.